# Ötztaler Ache
Ötztaler Ache är ett vattendrag i Österrike.   Det ligger i förbundslandet Tyrolen, i den västra delen av landet, 400 km väster om huvudstaden Wien.
Trakten runt Ötztaler Ache består i huvudsak av gräsmarker. Runt Ötztaler Ache är det ganska glesbefolkat, med 35 invånare per kvadratkilometer.